# Tegen de ZZZ
Tegen de ZZZ is een kort verhaal uit de stripreeks van Suske en Wiske, verschenen in 1986. Het is niet uitgebracht in de Vierkleurenreeks.

## Locaties
- Huis van tante Sidonia, Nederland, vakantiehuisje aan zee, kasteel van de zeesterren

## Personages
- Suske, Wiske met Schanulleke, tante Sidonia, Lambik, Jerom, Krimson, Igor, zeesterren

## Het verhaal

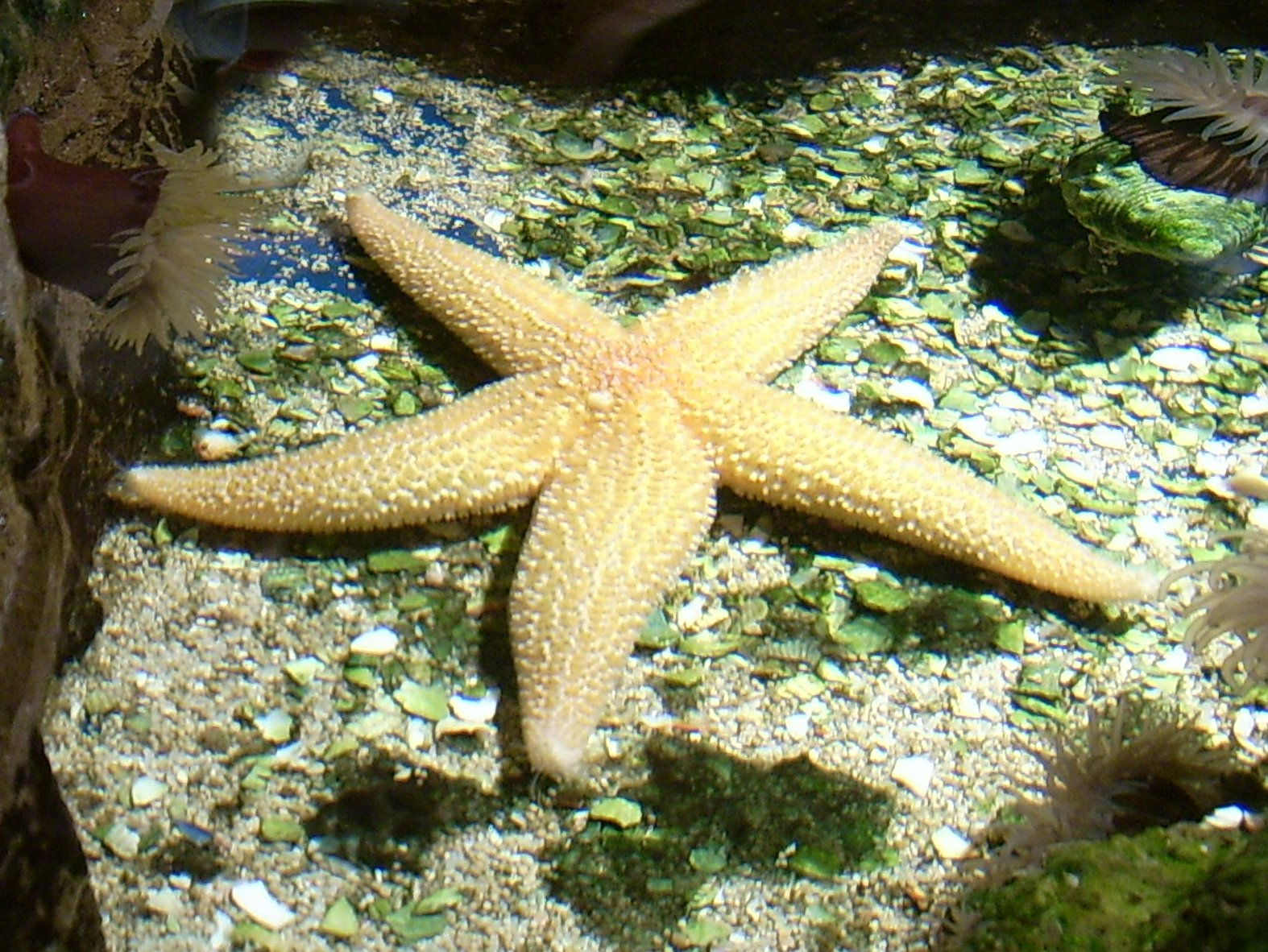
Zeester

De vrienden zijn in de tuin van tante Sidonia en Wiske wil naar zee. Lambik blijkt een vakantiehuis gewonnen te hebben in de lotto, maar Jerom vertrouwt het zaakje niet. De sleutels van het huisje zitten zelfs bij het lot en de lootjesverkoper rijdt weg in een grote zwarte slee. Bij het huisje aangekomen zijn de vrienden teleurgesteld want het blijkt om een krot te gaan. Tante Sidonia begint met schoonmaken en schrikt enorm van een zeester. Lambik en Jerom gaan vissen en vangen tante Sidonia in een net, nadat ze in zee is gevallen tijdens haar paniekaanval. Lambik en Jerom vinden in de kelder van het vakantiehuisje een zeester die gangen graaft, maar de zeester kan ontsnappen. Dan arriveert Krimson en hij vertelt dat de zeester een commandolid is van zijn ZZZ, Zon Zand en Zee-groep, die hem rijk zal maken. Igor toont een plan waarbij de zeesterren de dijk weggraven waardoor het land onbetaalbaar zal worden nadat de huidige kust zal overstromen.
De vrienden proberen de zeesterren te stoppen en Suske en Wiske duiken af in zee. Ze vinden een onderwaterstad en redden een kleine zeester van een kwal. De koning en koningin zijn Suske en Wiske dankbaar, ze hebben hun kind gered van de kwal. De zeesterren vertellen dat een mens hen heeft overgehaald de dijken weg te hakken, er zouden nog veel meer dijken in Nederland beschikbaar zijn en ze houden enorm van graven. Suske en Wiske vertellen de koning dat ze zijn misleid door Krimson en de zeesterren helpen de dijk opnieuw te dichten. Krimson denkt dat hij gewonnen heeft en de dijk snel zal wegslaan, maar dan zakken hij en Igor weg in het strand dat door de zeesterren onder hun voeten is weggegraven. Wiske besluit nu van de zon te gaan genieten tijdens haar vakantie. De zeesterren gaan zandbanken in de Schelde weggraven, hier zal de scheepvaart van profiteren.